# Formerum
Formerum (Fries: Formearum) is een dorp op het Friese waddeneiland Terschelling (Nederland), gelegen tussen Landerum en Lies. Het dorp heeft een open structuur van verspreid staande boerderijen, waarvan enkele tot de oudste boerderijen van Terschelling behoren. Op 1 januari 2023 had Formerum 315 inwoners.

## Geschiedenis
Formerum gold in de Middeleeuwen als het grootste en belangrijkste dorp van oost Terschelling. Het dorp wordt in middeleeuwse documenten vaak aangeduid als Viveporten, Vijfpoort. De naam schijnt vooral te wijzen op een klooster dat hier ooit heeft gestaan. In de oudste kerkenlijst van Westergo uit omstreeks 1270 wordt ook de kerk van Formerum genoemd gewijd aan Sint Pieter. Formerum had in die tijd een eigen parochie en een eigen pastoor. Omdat Formerum rond 1400 in belang voorbij wordt gestreefd door de dorpen Midsland en Hoorn, wordt vanaf 1440 geen nieuwe pastoor aangesteld, maar wordt de parochie vanuit Midsland bestuurd. De kerk van Formerum bestond nog in 1570, maar lijkt niet lang daarna te zijn verdwenen. Waarschijnlijk is de kerk ernstig verwaarloosd tijdens en na de reformatie en afgebroken.
Formerum is de geboorteplaats van Willem Barentsz, de beroemde ontdekkingsreiziger die probeerde via een route ten noorden van Siberië naar Oost-Azië te komen. Willem Barentsz heeft in de winter van 1596-1597 in het van wrakhout gemaakte "Behouden Huys" op Nova Zembla overwinterd.
Een van de karakteristieke Terschellinger boerderijen, het Spylske Huus, is in 1759 gebouwd en is een beschermd monument. De boerderij heeft een lange doorlopende daknok met een aanzienlijke zeeg (kromming). De boerderij staat aan de zuidkant van Formerum.

## Economie
Formerum is van oorsprong een agrarisch dorp. Veehouderij was de voornaamste inkomstenbron. Tegenwoordig zijn er maar weinig veehouders meer in Formerum, en wordt het meeste inkomen uit het toerisme gehaald. Ten noorden van Formerum ligt de zomerhuizennederzetting Formerum-Noord. Bij de strandovergang naar zee zijn twee hotels aanwezig, waarvan een al een aantal jaren leeg staat.  Formerum heeft een supermarkt, twee restaurants, een kroeg en de jeugdcamping Appelhof. Ook is er de cranberry-fabriek van het Terschellinger bedrijf Van Urk gevestigd.
Formerum kent verder enkele campings, twee fietsverhuurders, meerdere vakantieparken, een cafetaria met midgetgolfbaan en een ponypark.

## Molen

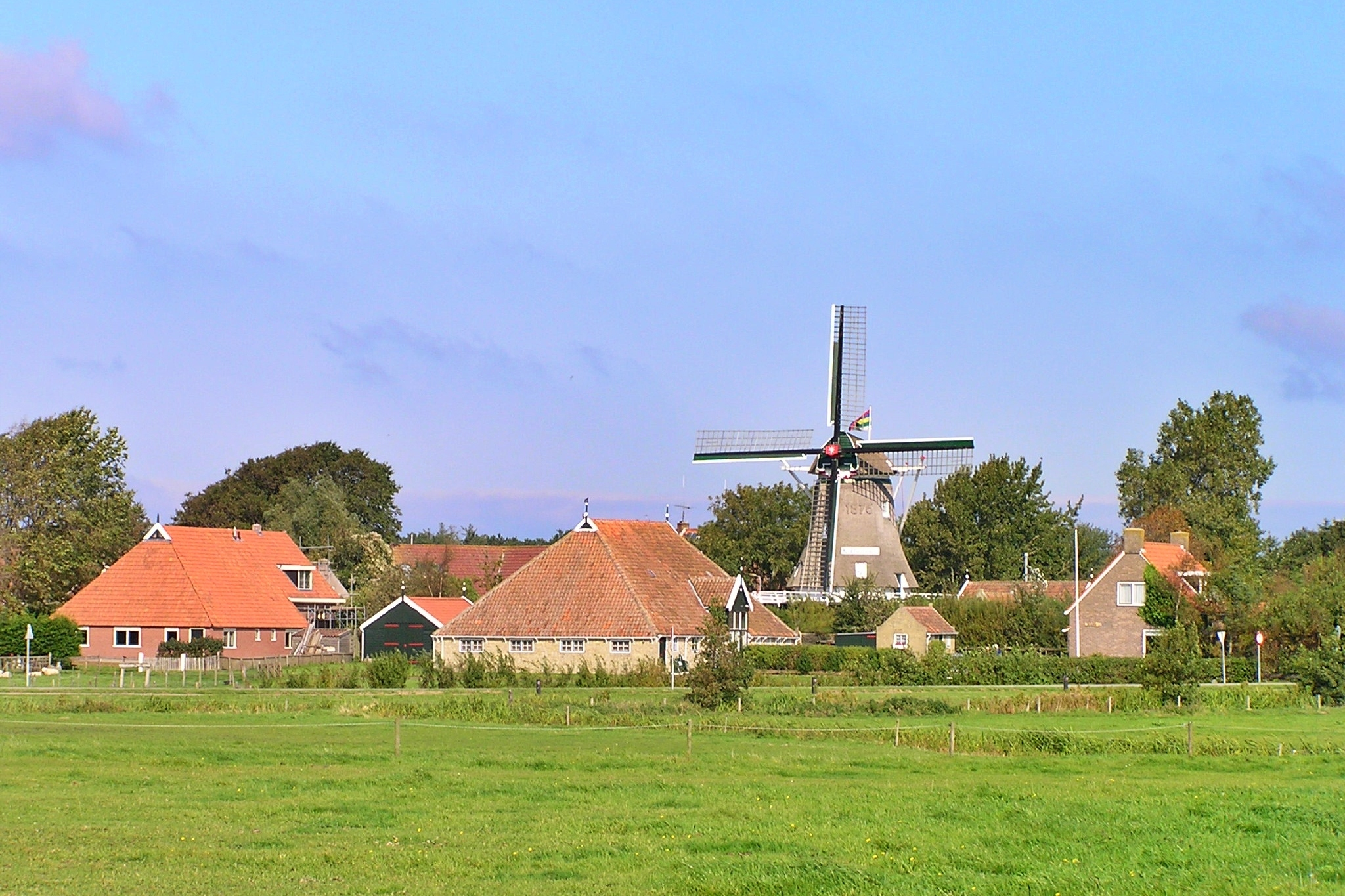
Koffiemolen

Karakteristiek voor het zicht op het dorp is de Koffiemolen. Dit is de enige molen op Terschelling. Oorspronkelijk stond hij bij de buurtschap Dellewal bij West-Terschelling, maar in 1876 werd hij door de molenaar van Formerum opgekocht en naar Formerum verplaatst. De oude molen van Formerum, die nog uit de zestiende eeuw stamde, was in 1888 afgebroken. De huidige korenmolen verkeert in goede staat, maar wordt sinds 1964 niet meer gebruikt voor het malen van koren. Tegenwoordig is er een koffiehuis in gevestigd.

## Natuur en landschap
Formerum is gebouwd op een oude strandwal die in de vroege Middeleeuwen is ontstaan. Ten zuiden van Formerum strekt zich de Formerumerpolder uit, een onderdeel van de polder van Terschelling. De polder bestaat uit gras- en weilanden, waarvan sommige nog interessante slenkenpatronen hebben die dateren van voor de aanleg van de waddendijk. De polder is rijk aan broedvogels, o.a kievit, grutto, tureluur, scholekster, gele kwikstaart en veldleeuwerik. In de Formerumerpolder ligt de Formerumer eendenkooi, een kooi in particuliere handen, waarin niet meer actief gevangen wordt. Het Formerumerwiel bij de waddendijk is een overblijfsel van een dijkdoorbraak. Ten noorden van Formerum ligt het Formerumerbos, een gemengd bos aangeplant in de duinen door het Staatsbosbeheer tussen 1920 en 1930. Het duingebied ten noorden en oosten van het Formerumerbos is het natuurreservaat de Koegelwieck.